# اواین
اواین (به انگلیسی: Ouyen) یک شهرک در استرالیا است که در ویکتوریا (استرالیا) واقع شده‌است.